# Antoni Leśniowski
Antoni Leśniowski (né le 28 janvier 1867 à Lebiedziów alors en Empire russe - mort le 8 avril 1940 à Varsovie en Pologne) est un médecin polonais ayant décrit une maladie inflammatoire chronique de l'intestin.

## Biographie
Il est diplômé de médecine à l'université de Varsovie en 1890, pour continuer ses études à Berlin. Dans les années 1892 - 1912 il travaille en tant que chirurgien à l'hôpital de l'enfant Jésus à Varsovie (Szpital Dzieciątka Jezus), les deux années suivantes il occupe le poste de directeur à l'hôpital Saint Antoine (Szpital Świętego Antoniego) toujours à Varsovie, et en 1919 il devient chef de service de chirurgie à l'hôpital du Saint-Esprit dans la capitale polonaise, parallèlement à sa pratique il enseigne la médecine à l'université de Varsovie.
Le 10 mai 1903, Medycyna, un hebdomadaire médical, publie un article dans lequel il décrit plusieurs cas de maladie intestinale, avec la conclusion dans un cas au moins: "nous soupçonnions un processus inflammatoire chronique dans la paroi de l'intestin." Il écrit trois autres articles décrivant des cas pour le Pamiętnik Towarzystwa Lekarskiego Warszawskiego (Annales de l'Association médicale de Varsovie) entre 1903-1905, conformément à ce qui est maintenant connu comme la maladie de Crohn, bien que la preuve ne est pas concluante. Dans un de ces articles, en 1904, lors d'une réunion de la Société médicale de Varsovie, il présente un prélèvement chirurgical d'une tumeur inflammatoire de l'iléon terminal avec une fistule au côlon ascendant.
Cette maladie est décrite à nouveau en 1932 par un gastro-entérologue américain Burrill Bernard Crohn et porte désormais son nom. Ce n'est qu'en Pologne qu'elle est connue sous le nom de maladie de Leśniowski-Crohn (choroba Leśniowskiego-Crohna).
Antoni Leśniowski a également écrit un manuel de chirurgie générale.